# Code::Blocks

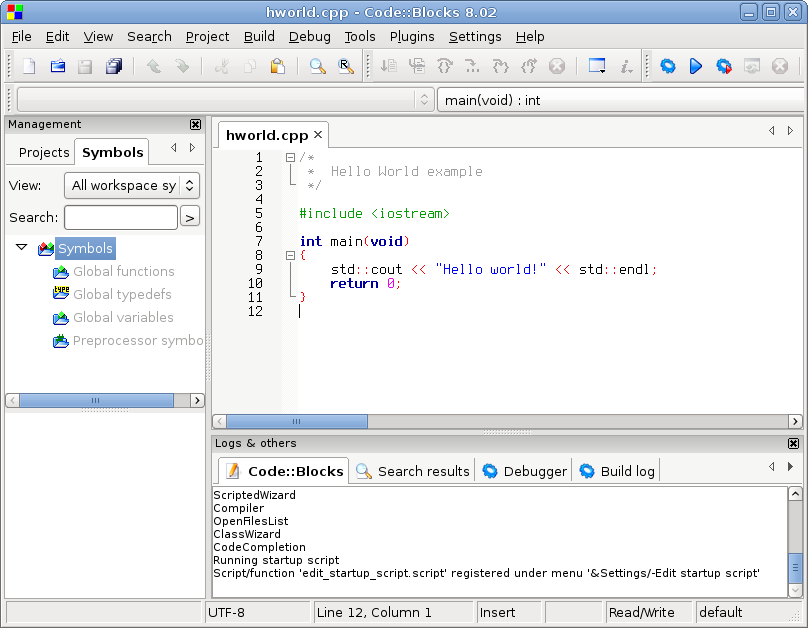

Code::Blocks(코드 블럭스)는 GCC, MSVC를 포함한 여러 컴파일러를 지원하는 자유, 오픈 소스, 크로스플랫폼 IDE이다. wxWidgets를 GUI 툴킷으로 사용하는 C++ 언어로 개발되어 있다. 플러그인 구조를 이용하여 여러 기능을 사용할 수 있게 되어 있다. 현재 Code::Blocks는 C와 C++, 포트란을 지원하고 있다.
Code::Blocks는 윈도우, 리눅스, 맥 OS X용으로 개발되고 있다. 사용자들은 FreeBSD 하에서 Code::Blocks를 성공적으로 개발해 놓기도 했다.

## 기능
- 컴파일러
- 코드 편집기
- 디버거
- GUI 디자이너
- 사용자 마이그레이션
- 프로젝트 파일 및 빌드 시스템

## 같이 보기
- wxWidgets